# Julius Römheld
Julius Wilhelm Römheld (* 11. Juli 1823 in Dautphe; † 7. November 1904 in Mainz) war ein deutscher Eisenhüttentechniker und Unternehmer.

## Leben und Wirken
Nach einer Lehre bei dem Hofmechanikus Friedrich Wilhelm Breithaupt in Kassel, wo er die Herstellung mathematischer, physikalischer und optischer Instrumente erlernte, arbeitete Römheld ab 1845 als Volontär in der Lokomotivfabrik von Emil Keßler in Karlsruhe und besuchte gleichzeitig das dortige Polytechnikum.
1846 wechselte er als Mechaniker an die Maschinenwerkstatt der Friedrich Wilhelms-Hütte in Mülheim an der Ruhr, wo man ihm bereits ein Jahr später die technische Leitung des Hochofenbetriebs übertrug. 1849 nahm er dort den ersten Kokshochofen des Ruhrgebiets in Betrieb, für dessen Konstruktion er selbst verantwortlich zeichnete.
1852 ging Römheld als technischer Direktor zur Niederrheinischen Hütte nach Duisburg, wo unter seiner Leitung weitere Kokshochöfen in Betrieb genommen wurden. Ab 1855 leitete er den Hüttenbereich der Vulkan AG in Duisburg, verließ aber nach Meinungsverschiedenheiten mit den Aktionären 1858 das Ruhrgebiet und machte sich selbständig.
1859 eröffnete er in Weisenau eine Eisengießerei, die er bald um mehrere Bearbeitungswerkstätten und eine Eisenbauabteilung erweiterte.
Nachdem Anfang der 1880er Jahre seine beiden Söhne Wilhelm und Hugo in das Unternehmen eingetreten waren, wandte sich Römheld neuen Aufgaben zu. So spielte er 1884 eine wichtige Rolle bei der Gründung der Süddeutschen Eisen- und Stahl-Berufsgenossenschaft, einer Vorgängerin der heutigen Berufsgenossenschaft Holz und Metall, sowie beim Aufbau der Reichsunfallversicherung.
Römhelds herausragendes Verdienst besteht in der Einführung des Kokshochofens im Ruhrgebiet. Die bis dahin übliche Holzkohle bei der Roheisenherstellung ersetzte er durch Steinkohlenkoks. Die bessere Verfügbarkeit dieses neuen Brennstoffes ließ die Montanindustrie im Ruhrgebiet rapide wachsen und machte das Ruhrgebiet zu einem der wichtigsten montanindustriellen Zentren Deutschlands.